# Empoli Football Club 2006-2007
In questa pagina, sono raccolte le informazioni sulle competizioni ufficiali disputate dall'Empoli Football Club nella stagione 2006-2007.

## Stagione
Nella stagione 2006-2007 l'Empoli disputa il massimo campionato, con 54 punti ottiene il settimo posto, che le dà il diritto di disputare la prossima Coppa UEFA. La squadra di Luigi Cagni ha iniziato il torneo con l'obiettivo di salvarsi, ma si è rivelata una delle sorprese della stagione. Con 14 reti in campionato Luca Saudati è stato il miglior realizzatore empolese. Nella Coppa Italia l'Empoli entra in scena negli Ottavi superando nel doppio confronto il Genoa, nei Quarti viene eliminato dalla competizione dall'Inter.

## Rosa
| N. |                      | Ruolo | Calciatore                 |
| -- | -------------------- | ----- | -------------------------- |
| 1  | Italia (bandiera)    | P     | Davide Bassi               |
| 2  | Brasile (bandiera)   | D     | Rincón                     |
| 3  | Italia (bandiera)    | D     | Stefano Lucchini           |
| 4  | Argentina (bandiera) | C     | Sergio Bernardo Almirón    |
| 5  | Italia (bandiera)    | C     | Davide Moro                |
| 6  | Italia (bandiera)    | D     | Vittorio Tosto             |
| 7  | Italia (bandiera)    | A     | Davide Matteini            |
| 8  | Italia (bandiera)    | C     | Francesco Marianini        |
| 9  | Italia (bandiera)    | A     | Nicola Pozzi               |
| 10 | Italia (bandiera)    | C     | Ighli Vannucchi (capitano) |
| 11 | Italia (bandiera)    | A     | Luca Saudati               |
| 13 | Italia (bandiera)    | A     | Pietro Arcidiacono         |
| 14 | Italia (bandiera)    | D     | Daniele Adani              |
| 15 | Italia (bandiera)    | D     | Richard Vanigli            |
| 16 | Italia (bandiera)    | D     | Lino Marzorati             |
| 17 | Brasile (bandiera)   | A     | Éder                       |

| N. |                   | Ruolo | Calciatore          |
| -- | ----------------- | ----- | ------------------- |
| 18 | Italia (bandiera) | A     | Christian Cesaretti |
| 19 | Italia (bandiera) | D     | Simone Iacoponi     |
| 20 | Italia (bandiera) | C     | Daniele Buzzegoli   |
| 21 | Italia (bandiera) | D     | Ivano Baldanzeddu   |
| 23 | Italia (bandiera) | P     | Daniele Balli       |
| 24 | Italia (bandiera) | C     | Antonio Buscè       |
| 25 | Italia (bandiera) | C     | Samuele Pizza       |
| 27 | Italia (bandiera) | C     | Fabrizio Ficini     |
| 28 | Italia (bandiera) | C     | Gianluca Musacci    |
| 30 | Italia (bandiera) | A     | Salvatore Caturano  |
| 32 | Italia (bandiera) | A     | Claudio Coralli     |
| 33 | Italia (bandiera) | D     | Nicola Ascoli       |
| 46 | Italia (bandiera) | D     | Andrea Raggi        |
| 50 | Italia (bandiera) | D     | Francesco Pratali   |
| 89 | Italia (bandiera) | P     | Alberto Pelagotti   |
| 99 | Italia (bandiera) | A     | Mirco Gasparetto    |

## Calciomercato

### Sessione estiva(dall'1/7 al 31/8)
| Acquisti | Acquisti            | Acquisti      | Acquisti                         |
| R.       | Nome                | da            | Modalità                         |
| -------- | ------------------- | ------------- | -------------------------------- |
| P        | Davide Bassi        | Massese       | compartecipazione                |
| D        | Daniele Adani       |               | svincolato                       |
| D        | Ivano Baldanzeddu   | Massese       | fine prestito                    |
| D        | Lino Marzorati      | Milan         | prestito                         |
| D        | Rincón              | Inter         | prestito                         |
| C        | Francesco Marianini | Lecce         | prestito con diritto di riscatto |
| A        | Claudio Coralli     | Pizzighettone | fine prestito                    |
| A        | Mirco Gasparetto    | Mantova       | fine prestito                    |
| A        | Davide Matteini     | Palermo       | prestito                         |
| A        | Luca Saudati        | Atalanta      | compartecipazione                |

| Cessioni | Cessioni         | Cessioni   | Cessioni                  |
| R.       | Nome             | a          | Modalità                  |
| -------- | ---------------- | ---------- | ------------------------- |
| P        | Sebastián Cejas  |            | svincolato                |
| P        | Renato Dossena   | Rovigo     | prestito                  |
| D        | Riccardo Bonetto |            | svincolato                |
| D        | Andrea Coda      | Udinese    | definitivo                |
| D        | Maxwell          | Inter      | fine prestito             |
| D        | Alessandro Vinci | Cuoiopelli | prestito                  |
| C        | Francesco Lodi   | Frosinone  | prestito                  |
| C        | Paolo Zanetti    | Ascoli     | compartecipazione         |
| A        | Claudio Coralli  | Lucchese   | prestito                  |
| A        | Christian Riganò | Fiorentina | fine prestito             |
| A        | Matteo Serafini  | Siena      | fine prestito             |
| A        | Francesco Tavano | Valencia   | definitivo (10 milioni €) |

### Sessione invernale(dal 3/1 al 31/1)
| Acquisti | Acquisti        | Acquisti | Acquisti      |
| R.       | Nome            | da       | Modalità      |
| -------- | --------------- | -------- | ------------- |
| A        | Claudio Coralli | Lucchese | fine prestito |

| Cessioni | Cessioni          | Cessioni | Cessioni   |
| R.       | Nome              | a        | Modalità   |
| -------- | ----------------- | -------- | ---------- |
| C        | Daniele Buzzegoli | Pisa     | prestito   |
| A        | Mirco Gasparetto  | Genoa    | definitivo |

## Risultati

### Serie A

#### Girone di andata
| Arbitro: | Gava (Conegliano) |

|               |           |                              |
| Bonazzoli 10’ | Marcatori | 27’ Buscè 51’ (rig.) Saudati |

| Arbitro: | Squillace (Catanzaro) |

|               |           |              |
| Vannucchi 60’ | Marcatori | 16’ Mandelli |

| Bergamo 20 settembre 2006, ore 20:30 CEST 3ª giornata | Atalanta      | 0 – 0 referto | Empoli | Stadio Atleti Azzurri d'Italia (11.769 spett.)\| Arbitro: \| Lops (Torino) \| |
| Arbitro:                                              | Lops (Torino) |               |        |                                                                               |

| Arbitro: | Tagliavento (Terni) |

|                         |           |  |
| Saudati 28’ Almirón 54’ | Marcatori |  |

| Arbitro: | Rosetti (Torino) |

|              |           |  |
| Montella 23’ | Marcatori |  |

| Arbitro: | Saccani (Mantova) |

|              |           |                   |
| Matteini 29’ | Marcatori | 67’ Mutu 77’ Toni |

| Arbitro: | Gava (Conegliano) |

|                         |           |                       |
| Riganò 9’ Ogasawara 50’ | Marcatori | 32’ Saudati 64’ Buscè |

| Arbitro: | Giannoccaro (Lecce) |

|              |           |           |
| Matteini 60’ | Marcatori | 57’ Obodo |

| Livorno 29 ottobre 2006, ore 20:30 CET 9ª giornata | Livorno           | 0 – 0 referto | Empoli | Stadio Armando Picchi (8.379 spett.)\| Arbitro: \| Bergonzi (Genova) \| |
| Arbitro:                                           | Bergonzi (Genova) |               |        |                                                                         |

| Arbitro: | Brighi (Cesena) |

|               |           |            |
| Vannucchi 87’ | Marcatori | 17’ Pandev |

| Arbitro: | Dondarini (Finale Emilia) |

|  |           |          |
|  | Marcatori | 7’ Buscè |

| Empoli 18 novembre 2006, ore 18:00 CET 12ª giornata | Empoli              | 0 – 0 referto | Milan | Stadio Carlo Castellani (7.327 spett.)\| Arbitro: \| Tagliavento (Terni) \| |
| Arbitro:                                            | Tagliavento (Terni) |               |       |                                                                             |

| Arbitro: | Marelli (Como) |

|              |           |  |
| Vannucchi 9’ | Marcatori |  |

| Arbitro: | Celi (Bari) |

|             |           |  |
| Comotto 88’ | Marcatori |  |

| Arbitro: | Ayroldi (Molfetta) |

|  |           |                                       |
|  | Marcatori | 60’ Crespo 78’ Ibrahimović 87’ Samuel |

| Arbitro: | Bergonzi (Genova) |

|                         |           |           |
| Caserta 52’ Mascara 61’ | Marcatori | 54’ Buscè |

| Arbitro: | Romeo (Verona) |

|               |           |  |
| Marianini 47’ | Marcatori |  |

| Arbitro: | Trefoloni (Siena) |

|                                     |           |                    |
| León 4’ Amoruso 8’, 27’ Bianchi 43’ | Marcatori | 67’ (rig.) Saudati |

| Arbitro: | Palanca (Roma 1) |

|                        |           |  |
| Raggi 26’ Matteini 76’ | Marcatori |  |

#### Girone di ritorno
| Arbitro: | Marelli (Como) |

|                                 |           |  |
| Saudati 56’ (rig.) Matteini 87’ | Marcatori |  |

| Verona 28 gennaio 2007, ore 15:00 CET 21ª giornata | Chievo            | 0 – 0 referto | Empoli | Stadio Marcantonio Bentegodi (5.071 spett.)\| Arbitro: \| Damato (Barletta) \| |
| Arbitro:                                           | Damato (Barletta) |               |        |                                                                                |

| Arbitro: | Herberg (Messina) |

|                         |           |  |
| Saudati 35’ Almirón 53’ | Marcatori |  |

| Arbitro: | Girardi (San Donà di Piave) |

|  |           |             |
|  | Marcatori | 47’ Almirón |

| Arbitro: | Dondarini (Finale Emilia) |

|          |           |  |
| Pozzi 5’ | Marcatori |  |

| Arbitro: | Paparesta (Bari) |

|                   |           |  |
| Mutu 27’ Toni 75’ | Marcatori |  |

| Arbitro: | De Marco (Chiavari) |

|                                |           |             |
| Saudati 14’, 62’ Marzorati 35’ | Marcatori | 89’ Álvarez |

| Arbitro: | Brighi (Cesena) |

|  |           |           |
|  | Marcatori | 18’ Pozzi |

| Arbitro: | Trefoloni (Siena) |

|                           |           |                              |
| Pratali 28’ Almirón 45+4’ | Marcatori | 58’ Rezaei 90+2’ C.Lucarelli |

| Arbitro: | Giannoccaro (Lecce) |

|                                     |           |               |
| Pandev 8’ Rocchi 27’ Manfredini 74’ | Marcatori | 90+4’ Almirón |

| Arbitro: | Tagliavento (Terni) |

|                                        |           |            |
| Pozzi 44’, 74’ Saudati 53’ (rig.), 71’ | Marcatori | 50’ Soncin |

| Arbitro: | Trefoloni (Siena) |

|                                       |           |             |
| Ronaldo 13’ Gilardino 44’ Favalli 78’ | Marcatori | 43’ Saudati |

| Cagliari 14 aprile 2007, ore 18:00 CEST 32ª giornata | Cagliari            | 0 – 0 referto | Empoli | Stadio Sant'Elia (8.000 spett.)\| Arbitro: \| Gervasoni (Mantova) \| |
| Arbitro:                                             | Gervasoni (Mantova) |               |        |                                                                      |

| Empoli 22 aprile 2007, ore 15:00 CEST 33ª giornata | Empoli                    | 0 – 0 referto | Torino | Stadio Carlo Castellani (5.199 spett.)\| Arbitro: \| Dondarini (Finale Emilia) \| |
| Arbitro:                                           | Dondarini (Finale Emilia) |               |        |                                                                                   |

| Arbitro: | Damato (Barletta) |

|                                   |           |             |
| Cruz 27’ Recoba 59’ Stanković 60’ | Marcatori | 57’ Saudati |

| Arbitro: | Girardi (San Donà di Piave) |

|                       |           |             |
| Pozzi 23’ Almirón 26’ | Marcatori | 28’ Spinesi |

| Arbitro: | Morganti (Ascoli Piceno) |

|                               |           |  |
| Portanova 12’ Maccarone 90+3’ | Marcatori |  |

| Arbitro: | Farina (Novi Ligure) |

|                                   |           |                                     |
| Vannucchi 9’ Moro 22’ Saudati 23’ | Marcatori | 52’ Vigiani 56’, 84’ (rig.) Amoruso |

| Arbitro: | Tagliavento (Terni) |

|                                        |           |             |
| Muslimović 8’ Budan 16’ Gasbarroni 88’ | Marcatori | 28’ Saudati |

### Coppa Italia

#### Fase finale
| Arbitro: | Romeo (Verona) |

|              |           |  |
| Iacoponi 45’ | Marcatori |  |

| Arbitro: | Giannoccaro (Lecce) |

|  |           |                  |
|  | Marcatori | 18’ (rig.) Pozzi |

| Arbitro: | Morganti (Ascoli Piceno) |

|  |           |                           |
|  | Marcatori | 72’ Adriano 90+2’ Córdoba |

| Arbitro: | Squillace (Catanzaro) |

|                          |           |  |
| Cambiasso 28’ Grosso 76’ | Marcatori |  |

## Statistiche

### Statistiche di squadra
| Competizione | Punti | In casa | In casa | In casa | In casa | In casa | In casa | In trasferta | In trasferta | In trasferta | In trasferta | In trasferta | In trasferta | Totale | Totale | Totale | Totale | Totale | Totale | DR |
| Competizione | Punti | G       | V       | N       | P       | Gf      | Gs      | G            | V            | N            | P            | Gf           | Gs           | G      | V      | N      | P      | Gf     | Gs     | DR |
| ------------ | ----- | ------- | ------- | ------- | ------- | ------- | ------- | ------------ | ------------ | ------------ | ------------ | ------------ | ------------ | ------ | ------ | ------ | ------ | ------ | ------ | -- |
| Serie A      | 54    | 19      | 10      | 7       | 2       | 29      | 16      | 19           | 4            | 5            | 10           | 13           | 27           | 38     | 14     | 12     | 12     | 42     | 43     | -1 |
| Coppa Italia |       | 2       | 1       | 0       | 1       | 1       | 2       | 2            | 1            | 0            | 1            | 1            | 2            | 4      | 2      | 0      | 2      | 2      | 4      | -2 |
| Totale       |       | 21      | 11      | 7       | 3       | 30      | 18      | 21           | 5            | 5            | 11           | 14           | 29           | 42     | 16     | 12     | 14     | 44     | 47     | -3 |

### Andamento in campionato
| Giornata  | 1 | 2 | 3 | 4 | 5 | 6 | 7 | 8 | 9 | 10 | 11 | 12 | 13 | 14 | 15 | 16 | 17 | 18 | 19 | 20 | 21 | 22 | 23 | 24 | 25 | 26 | 27 | 28 | 29 | 30 | 31 | 32 | 33 | 34 | 35 | 36 | 37 | 38 |
| --------- | - | - | - | - | - | - | - | - | - | -- | -- | -- | -- | -- | -- | -- | -- | -- | -- | -- | -- | -- | -- | -- | -- | -- | -- | -- | -- | -- | -- | -- | -- | -- | -- | -- | -- | -- |
| Luogo     | T | C | T | C | T | C | T | C | T | C  | T  | C  | C  | T  | C  | T  | C  | T  | C  | C  | T  | C  | T  | C  | T  | C  | T  | C  | T  | C  | T  | T  | C  | T  | C  | T  | C  | T  |
| Risultato | V | N | N | V | P | P | N | N | N | N  | V  | N  | V  | P  | P  | P  | V  | P  | V  | V  | N  | V  | V  | V  | P  | V  | V  | N  | P  | V  | P  | N  | N  | P  | V  | P  | N  | P  |
| Posizione | 5 | 5 | 6 | 5 | 6 | 8 | 8 | 9 | 9 | 10 | 8  | 6  | 5  | 6  | 8  | 11 | 8  | 8  | 6  | 5  | 6  | 4  | 4  | 4  | 6  | 5  | 5  | 5  | 6  | 5  | 6  | 6  | 5  | 7  | 5  | 6  | 7  | 7  |

Fonte:  Serie A – Classifiche, su calcio-seriea.net.
Legenda:

Luogo: C = Casa; T = Trasferta. Risultato: V = Vittoria; N = Pareggio; P = Sconfitta.